# Блакитнар рудочеревий
Блакитна́р рудочеревий (Dubusia castaneoventris) — вид горобцеподібних птахів родини саякових (Thraupidae). Мешкає в Перу і Болівії. Раніше цей вид відносили до монотипого роду Рудочеревий блакитнар (Delothraupis), однак за результатами молекулярно-філогенетичного дослідження його було переведено до роду Вохристоволий блакитнар (Dubusia).

## Поширення і екологія
Рудочереві блакитнарі мешкають на східних схилах Анд в Перу (на південь від Ла-Лібертада) і Болівії (на південь до західного Санта-Круса). Вони живуть у вологих гірських тропічних лісах та на узліссях, на висоті від 2200 до 3400 м над рівнем моря.